# Panex
Panex é uma empresa brasileira fundada em 1948 por três irmãos libaneses.
Seu complexo industrial esteve localizado em São Bernardo do Campo, município de São Paulo até 2017, quando a fábrica foi transferida para Itatiaia, no Rio de Janeiro.
O primeiro produto da Panex foi a panela de pressão. Na década de 1950, passou a fabricar frigideiras. Na década de 1990, adquiriu as indústrias que fabricavam panelas com as marcas Clock, a Rochedo e a Penedo.
Em 1998, a empresa foi vendida pela norte-americana Newell Brands. Em 2005, foi adquirida novamente pelo grupo francês SEB, que também detém o controle sobre as marcas Arno, Rowenta e Moulinex.